# Trigonostemon kerrii
Trigonostemon kerrii är en törelväxtart som beskrevs av William Grant Craib. Trigonostemon kerrii ingår i släktet Trigonostemon och familjen törelväxter. Inga underarter finns listade i Catalogue of Life.